# Służba wojskowa
     Nie ma sił zbrojnych
     Brak poboru
     Przymusowy pobór istnieje, ale obejmuje mniej niż 20% odpowiedniej grupy wiekowej
     Planowane zniesienie poboru
     Pobór
     Brak danych

Nie ma sił zbrojnych
Brak poboru
Przymusowy pobór istnieje, ale obejmuje mniej niż 20% odpowiedniej grupy wiekowej
Planowane zniesienie poboru
Pobór
Brak danych

Służba wojskowa – służba żołnierzy pełniona w siłach zbrojnych lub w milicjach danego kraju. Wyróżnia się państwa z obowiązkowym i przymusowym wezwaniem do odbycia tej służby (pobór) lub państwa z zawodowymi siłami zbrojnymi, gdzie pełnienie służby wojskowej jest dobrowolnym wyborem i stanowi pracę (zawodowa służba wojskowa).

## Służba wojskowa w Polsce
Zgodnie z Artykułem 85. ust. 1. Konstytucji RP obrona ojczyzny jest obowiązkiem każdego obywatela polskiego. Służba wojskowa jest podstawowym sposobem spełnienia obowiązku obrony Ojczyzny.

### Obowiązek
Obowiązkowi pełnienia służby wojskowej podlegają obywatele polscy w wieku od 18 do 60 lat (posiadający stopień podoficerski lub oficerski do 63 lat) z wyłączeniem:
- osób, które zostały uznane ze względu na stan zdrowia za trwale niezdolne do służby[4];
- kobiet w ciąży oraz w okresie 6 miesięcy po porodzie[5];
- osób sprawujących opiekę nad dziećmi do lat 8 oraz innymi osobami niesamodzielnymi jeśli z nimi zamieszkują[5].

### Rodzaje służby wojskowej
Obecnie wyróżnia się następujące sposoby pełnienia służby wojskowej:
- czynna służba wojskowa:
  - zasadnicza służba wojskowa
    - dobrowolna
    - obowiązkowa

  - terytorialna służba wojskowa
  - służba w aktywnej rezerwie w dniach tej służby
  - służba w pasywnej rezerwie w czasie odbywania ćwiczeń wojskowych
  - zawodowa służba wojskowa
  - służba w razie ogłoszenia mobilizacji i w czasie wojny

- służba w rezerwie:
  - aktywna
  - pasywna

Spełnianie obowiązku służby wojskowej może nastąpić również przez odbywanie służby zastępczej.